# Discografia di Baby K
La discografia di Baby K, cantautrice e rapper italiana, è costituita da quattro album in studio, tre EP, venticinque singoli e ventisette video musicali (inclusi quelli come artista ospite), pubblicati dal 2012.

## Album in studio
| Anno | Titolo | Classifiche | Classifiche | Certificazioni |
| Anno | Titolo | ITA         | SWI         | Certificazioni |
| ---- | --- | ----------- | ----------- | -------------- |
| 2013 | Una seria - Pubblicato: 12 marzo 2013 - Etichetta: Sony Music - Formati: CD, download digitale, streaming               | 8           | —           |                |
| 2015 | Kiss Kiss Bang Bang - Pubblicato: 11 settembre 2015 - Etichetta: Sony Music - Formati: CD, download digitale, streaming | 4           | 89          |                |
| 2018 | Icona - Pubblicato: 16 novembre 2018 - Etichetta: Sony Music - Formati: CD, download digitale, streaming                | 6           | 77          | - ITA: Oro     |
| 2021 | Donna sulla Luna - Pubblicato: 11 giugno 2021 - Etichetta: Sony Music - Formati: CD, download digitale, streaming       | 23          | —           | - ITA: Oro     |

## Extended play
| Anno | Titolo |
| ---- | --- |
| 2008 | SOS - Pubblicato: 16 ottobre 2008 - Etichetta: Quadraro Basement - Formati: download digitale                |
| 2011 | Femmina Alfa - Pubblicato: 23 settembre 2011 - Etichetta: Quadraro Basement - Formati: CD, download digitale |
| 2012 | Lezioni di volo - Pubblicato: 31 maggio 2012 - Etichetta: Quadraro Basement - Formati: download digitale     |

## Singoli

### Come artista principale
| Anno | Titolo                                           | Classifiche | Classifiche | Classifiche | Classifiche | Classifiche | Classifiche | Classifiche | Certificazione                | Album di provenienza |
| Anno | Titolo                                           | ITA         | BEL (WA)    | FIN         | FRA         | RUS         | SWI         | UKR         | Certificazione                | Album di provenienza |
| --- | ------------------------------------------------ | ----------- | ----------- | ----------- | ----------- | ----------- | ----------- | ----------- | ----------------------------- | -------------------- |
| 2012 | Sparami                                          | —           | —           | —           | —           | —           | —           | —           |                               | Una seria            |
| 2013 | Killer (feat. Tiziano Ferro)                     | 10          | —           | —           | —           | —           | —           | —           | - ITA: Platino                | Una seria            |
| 2013 | Non cambierò mai (feat. Marracash)               | 72          | —           | —           | —           | —           | —           | —           | - ITA: Oro                    | Una seria            |
| 2013 | Sei sola (feat. Tiziano Ferro)                   | 94          | —           | —           | —           | —           | —           | —           |                               | Una seria            |
| 2015 | Anna Wintour                                     | —           | —           | —           | —           | —           | —           | —           |                               | Kiss Kiss Bang Bang  |
| 2015 | Roma-Bangkok (feat. Giusy Ferreri)               | 1           | 67          | 6           | 25          | 133         | 23          | 41          | - ITA: Diamante               | Kiss Kiss Bang Bang  |
| 2015 | Chiudo gli occhi e salto (feat. Federica Abbate) | —           | —           | —           | —           | —           | —           | —           | - ITA: Oro                    | Kiss Kiss Bang Bang  |
| 2016 | Venerdì                                          | —           | —           | —           | —           | —           | —           | —           |                               | Kiss Kiss Bang Bang  |
| 2017 | Voglio ballare con te (feat. Andrés Dvicio)      | 2           | —           | —           | —           | —           | 20          | —           | - ITA: Platino (5) - SWI: Oro | Icona                |
| 2017 | Aspettavo solo te                                | —           | —           | —           | —           | —           | —           | —           |                               | Icona                |
| 2018 | Da zero a cento                                  | 2           | —           | —           | —           | —           | 38          | —           | - ITA: Platino (3)            | Icona                |
| 2018 | Come no                                          | 83          | —           | —           | —           | —           | —           | —           |                               | Icona                |
| 2019 | Playa                                            | 9           | —           | —           | —           | —           | —           | —           | - ITA: Platino (2)            | Donna sulla Luna     |
| 2020 | Buenos Aires                                     | —           | —           | —           | —           | —           | —           | —           |                               | Donna sulla Luna     |
| 2020 | Non mi basta più (feat. Chiara Ferragni)         | 3           | —           | —           | —           | —           | 83          | —           | - ITA: Platino (3)            | Donna sulla Luna     |
| 2021 | Pa ti (con Omar Montes)                          | 69          | —           | —           | —           | —           | —           | —           | - ITA: Oro                    | Donna sulla Luna     |
| 2021 | Mohicani (con i Boomdabash)                      | 7           | —           | —           | —           | —           | —           | —           | - ITA: Platino (2)            | Donna sulla Luna     |
| 2021 | Non dire una parola (con Álvaro Soler)           | —           | —           | —           | —           | —           | —           | —           |                               | Donna sulla Luna     |
| 2022 | Bolero (feat. Mika)                              | 47          | —           | —           | —           | —           | —           | —           | - ITA: Platino                | Donna sulla Luna     |
| 2022 | Easy                                             | —           | —           | —           | —           | —           | —           | —           |                               | /                    |
| 2023 | M'ama non m'ama                                  | —           | —           | —           | —           | —           | —           | —           |                               | /                    |
| 2024 | Fino al Blackout                                 | —           | —           | —           | —           | —           | —           | —           |                               | /                    |
| 2025 | Follia mediterranea                              | —           | —           | —           | —           | —           | —           | —           |                               | /                    |
| "—" indica che il singolo non è entrato in classifica in quel Paese e/o non ha ricevuto certificazioni. |                                                  |             |             |             |             |             |             |             |                               |                      |

### Come artista ospite
| Anno                                                                 | Titolo                                                                     | Classifiche |
| Anno                                                                 | Titolo                                                                     | ITA         |
| -------------------------------------------------------------------- | -------------------------------------------------------------------------- | ----------- |
| 2015                                                                 | Seven (Caneda feat. Fedez, J-Ax, Gemitaiz, Rocco Hunt, Baby K, Emis Killa) | —           |
| 2016                                                                 | Light It Up (ora che non c'è nessuno) (Major Lazer feat. Baby K)           | —           |
| 2019                                                                 | Dio benedica il reggaeton (Fred De Palma feat. Baby K)                     | 76          |
| 2024                                                                 | Una notte (Achille G feat. Baby K e VillaBanks)                            | —           |
| "—" indica che il singolo non è entrato in classifica in quel Paese. |                                                                            |             |

## Video musicali
| Anno | Titolo                                | Regista/i                      |
| ---- | ------------------------------------- | ------------------------------ |
| 2012 | Sparami                               | Mauro Russo                    |
| 2013 | Killer                                | Gaetano Morbioli               |
| 2013 | Non cambierò mai                      | Gaetano Morbioli               |
| 2013 | Sei sola                              | Gaetano Morbioli               |
| 2015 | Seven                                 | Luca Aleotti e Fabio Tartaglia |
| 2015 | Anna Wintour                          | Priscilla Santinelli           |
| 2015 | Roma-Bangkok                          | Mauro Russo                    |
| 2015 | Chiudo gli occhi e salto              | Alberto Salvucci               |
| 2016 | Light It Up (ora che non c'è nessuno) | Sam Pilling                    |
| 2016 | Venerdì                               | Gaetano Morbioli               |
| 2017 | Voglio ballare con te                 | Mauro Russo                    |
| 2017 | Aspettavo solo te                     | Mauro Russo                    |
| 2018 | Da zero a cento                       | Martina Pastori                |
| 2018 | Come no                               | Davide Manca                   |
| 2019 | Dio benedica il reggaeton             | Mauro Russo                    |
| 2019 | Playa                                 | Andrea Folino                  |
| 2020 | Buenos Aires                          | Andrea Folino                  |
| 2020 | Non mi basta più                      | Andrea Folino                  |
| 2021 | Pa ti                                 | Andrea Folino                  |
| 2021 | Mohicani                              | Fabrizio Conte                 |
| 2021 | Non dire una parola                   | Mauro Russo                    |
| 2022 | Bolero                                | Marc Lucas                     |
| 2022 | Easy                                  | Mattia Benetti                 |
| 2023 | M'ama non m'ama                       | Giulio Rosati                  |
| 2024 | Fino al Blackout                      | Matilde Composta               |
| 2024 | Una notte                             | Giovanni Loporcaro             |
| 2025 | Follia mediterranea                   | Attilio Cusani                 |